# Ilinca Băcilă
Maria Ilinca Băcilă (Marosvásárhely, 1998. augusztus 17. –) román énekesnő. Ő és Alex Florea képviselték Romániát az Eurovíziós Dalfesztiválon 2017-ben Kijevben, a Yodel It! című dallal.
Ilinca már több román tehetségkutató versenyen vett részt: a Vocea României 4. évadjában, a Românii au talent 2. évadjában és az X-Factor 3. évadjában.
Ilinca Romániában jól ismert az egyedülálló jódlizásáról.
A 2018-as Eurovíziós Dalfesztivál román nemzeti döntőjében a zsűri tagja volt.

## Fordítás
- Ez a szócikk részben vagy egészben  az   Ilinca Băcilă című angol Wikipédia-szócikk ezen változatának fordításán alapul.  Az eredeti cikk szerkesztőit annak laptörténete sorolja fel. Ez a jelzés csupán a megfogalmazás eredetét és a szerzői jogokat jelzi, nem szolgál a cikkben szereplő információk forrásmegjelöléseként.